# Virgichneumon
Virgichneumon är ett släkte av steklar som beskrevs av Heinrich 1977. Virgichneumon ingår i familjen brokparasitsteklar.
Kladogram enligt Catalogue of Life och Dyntaxa:
| Virgichneumon | \| \| Virgichneumon albilineatus \| \| \| \| \| \| Virgichneumon albomarginatus \| \| \| \| \| \| Virgichneumon albosignatus \| \| \| \| \| \| Virgichneumon atricolor \| \| \| \| \| \| Virgichneumon callicerus \| \| \| \| \| \| Virgichneumon digrammus \| \| \| \| \| \| Virgichneumon distincticornis \| \| \| \| \| \| Virgichneumon dumeticola \| \| \| \| \| \| Virgichneumon extremator \| \| \| \| \| \| Virgichneumon faunus \| \| \| \| \| \| Virgichneumon inopinatus \| \| \| \| \| \| Virgichneumon judaicus \| \| \| \| \| \| Virgichneumon krapinensis \| \| \| \| \| \| Virgichneumon levicoxa \| \| \| \| \| \| Virgichneumon maculicauda \| \| \| \| \| \| Virgichneumon monostagon \| \| \| \| \| \| Virgichneumon nivaliensis \| \| \| \| \| \| Virgichneumon seticornutus \| \| \| \| \| \| Virgichneumon spicicornis \| \| \| \| \| \| Virgichneumon subcyaneus \| \| \| \| \| \| Virgichneumon tenuicornis \| \| \| \| \| \| Virgichneumon tenuipes \| \| \| \| \| \| Virgichneumon tergenus \| \| \| \| \| \| Virgichneumon texanus \| \| \| \| \| \| Virgichneumon zebratus \| \| \| \| |
|               | \| \| Virgichneumon albilineatus \| \| \| \| \| \| Virgichneumon albomarginatus \| \| \| \| \| \| Virgichneumon albosignatus \| \| \| \| \| \| Virgichneumon atricolor \| \| \| \| \| \| Virgichneumon callicerus \| \| \| \| \| \| Virgichneumon digrammus \| \| \| \| \| \| Virgichneumon distincticornis \| \| \| \| \| \| Virgichneumon dumeticola \| \| \| \| \| \| Virgichneumon extremator \| \| \| \| \| \| Virgichneumon faunus \| \| \| \| \| \| Virgichneumon inopinatus \| \| \| \| \| \| Virgichneumon judaicus \| \| \| \| \| \| Virgichneumon krapinensis \| \| \| \| \| \| Virgichneumon levicoxa \| \| \| \| \| \| Virgichneumon maculicauda \| \| \| \| \| \| Virgichneumon monostagon \| \| \| \| \| \| Virgichneumon nivaliensis \| \| \| \| \| \| Virgichneumon seticornutus \| \| \| \| \| \| Virgichneumon spicicornis \| \| \| \| \| \| Virgichneumon subcyaneus \| \| \| \| \| \| Virgichneumon tenuicornis \| \| \| \| \| \| Virgichneumon tenuipes \| \| \| \| \| \| Virgichneumon tergenus \| \| \| \| \| \| Virgichneumon texanus \| \| \| \| \| \| Virgichneumon zebratus \| \| \| \| |
|               | Virgichneumon albilineatus |
|               | |
|               | Virgichneumon albomarginatus |
|               | |
|               | Virgichneumon albosignatus |
|               | |
|               | Virgichneumon atricolor |
|               | |
|               | Virgichneumon callicerus |
|               | |
|               | Virgichneumon digrammus |
|               | |
|               | Virgichneumon distincticornis |
|               | |
|               | Virgichneumon dumeticola |
|               | |
|               | Virgichneumon extremator |
|               | |
|               | Virgichneumon faunus |
|               | |
|               | Virgichneumon inopinatus |
|               | |
|               | Virgichneumon judaicus |
|               | |
|               | Virgichneumon krapinensis |
|               | |
|               | Virgichneumon levicoxa |
|               | |
|               | Virgichneumon maculicauda |
|               | |
|               | Virgichneumon monostagon |
|               | |
|               | Virgichneumon nivaliensis |
|               | |
|               | Virgichneumon seticornutus |
|               | |
|               | Virgichneumon spicicornis |
|               | |
|               | Virgichneumon subcyaneus |
|               | |
|               | Virgichneumon tenuicornis |
|               | |
|               | Virgichneumon tenuipes |
|               | |
|               | Virgichneumon tergenus |
|               | |
|               | Virgichneumon texanus |
|               | |
|               | Virgichneumon zebratus |
|               | |

## Bildgalleri

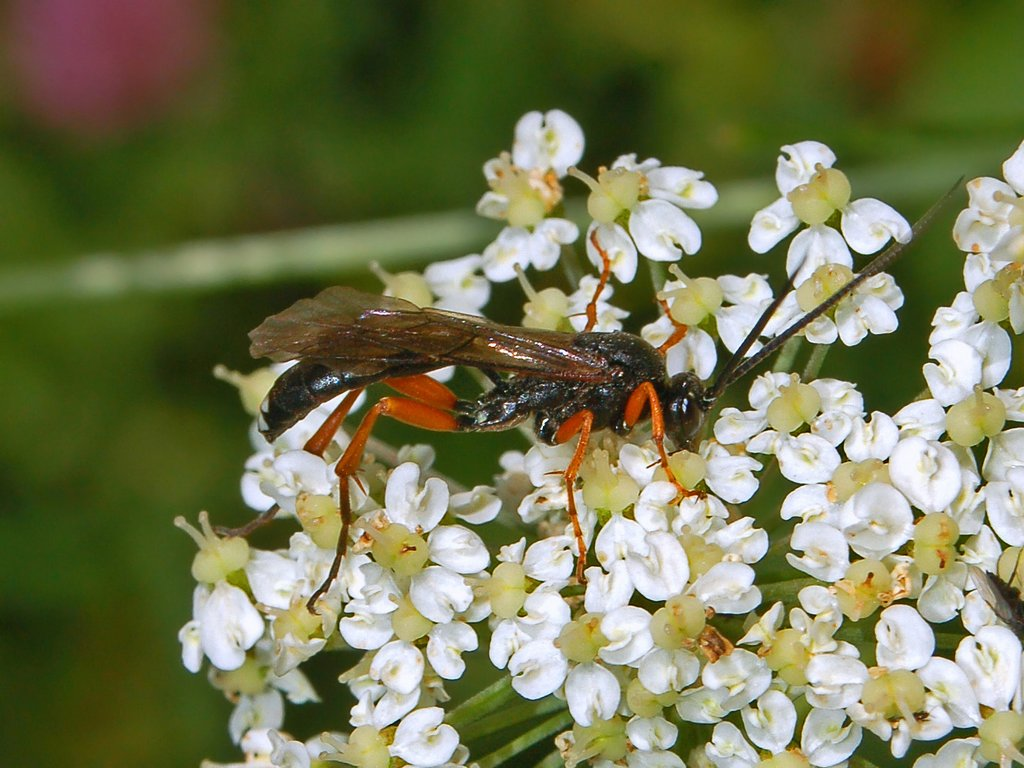